# Nogizaka (métro de Tokyo)
Nogizaka (乃木坂駅, Nogizaka-eki) est une station du métro de Tokyo sur la ligne Chiyoda dans l'arrondissement de Minato à Tokyo. Elle est exploitée par le Tokyo Metro.

## Situation sur le réseau
La station Meiji-jingūmae est située au point kilométrique (PK) 4,5 de la ligne Chiyoda.

## Histoire
La station a été inaugurée le 20 octobre 1972.

## Services aux voyageurs

### Accès et accueil
La station est ouverte tous les jours. Elle se compose d'un quai central encadré par les 2 voies de la ligne Chiyoda.
En moyenne, 40 309 voyageurs ont fréquenté quotidiennement la station en 2015.

### Desserte
Ligne Chiyoda :

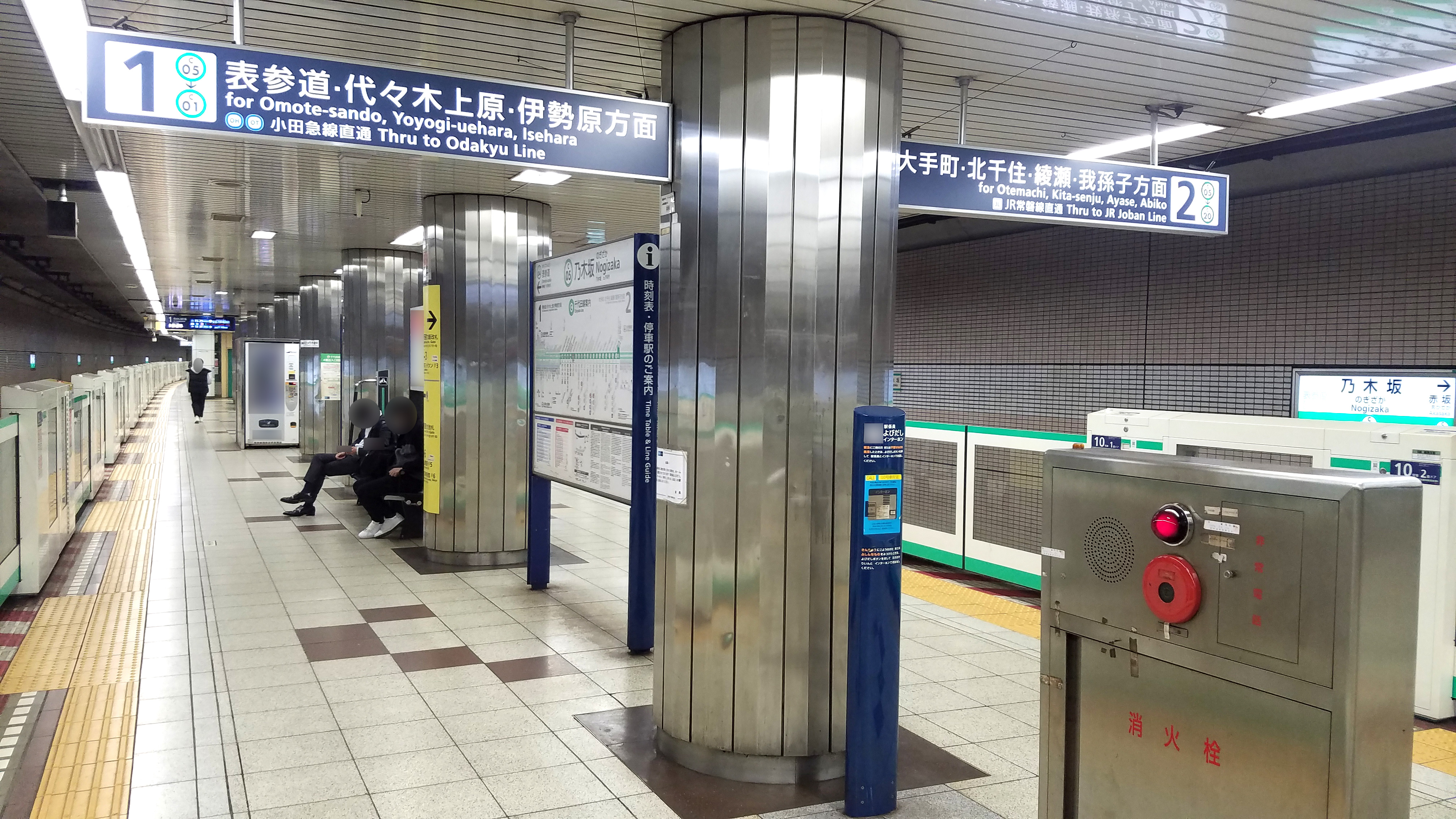
Quai de la station.

- voie 1 : direction Yoyogi-Uehara (interconnexion avec la ligne Odakyū Odawara pour Hon-Atsugi et Isehara) ;
- voie 2 : direction Ayase (interconnexion avec la ligne Jōban pour Toride).

## À proximité
- Centre national des Arts de Tokyo
- Cimetière d'Aoyama
- Nogi-jinja